# Where Roses Fall
Where Roses Fall è il quarto album discografico dei Proteus 911

## Formazione
- Massimiliano Gallo (chitarra, pianoforte, piano rhodes, batteria, voce, testi, sound engineer)
- Victoriano Maria Labanchi (basso, basso acustico, chitarra e testi)
- Eco Nuel (voce e testi)

## Tracce
1. Senza sanguinare
2. An Obscure Fragility
3. Sideral Distances
4. Dresden-Berlin
5. Il Sacro (In memory of A.Carotenuto)
6. Jilt Road
7. Solitudine Perfetta
8. Where Roses Fall
9. The heart of the Winter
10. Tears of evil
11. Mornings

## Critica
Secondo la critica questo album riesce ad unire molti sentimenti ed emozioni ma l'unica pecca è la durata dei brani che stavolta invece è troppo breve.